# مايت غاي
مايتو غاي يعد أحد شخصيات أنمي ومانغا ناروتو. وكذلك يعد المنافس الأول والتقليدي (لهاتاكي كاكاشي). يعتمد في قتاله على مهارات (الاشتباك الجسدي) وهذا ما يميزه. فهو لا يستطيع استخدام النينجتسو والقنجتسو، وقد علم التايجتسو التي يستخدمها في أسلوبه إلى تلميذه (روك لي) الذي لا يمتلك أية مواهب فهو نسخة طبق الاصل عنه في الملبس والشعر والوجه والحواجب ولي كذلك يستعمل مهارات الاشتباك الجسدي. يتميز غاي بالأسلوب الاستعراضي ورغبته الدائمة في الظهور والتفوق على كاكاشي.وهو يتقن التايجتسو وقوي باستعمالها. وهو سريع جدا. يمكنه استخدام تقينية خاصة -اللوتس- وهي البوابات الثمانية:
1. البداية
2. الراحة
3. الحياة
4. الالم
5. الاغلاق
6. البهجة
7. الصدمة
8. الموت: وهي آخر البوابات, ويموت الشخص عند فتحها وقد استخدمها غاي في حرب النينجا العظمى الرابعة خلال قتاله ضد مادارا أوتشيها